# Jaduty
Jaduty (ukr. Ядути) – wieś na Ukrainie, w obwodzie czernihowskim, w rejonie nieżyńskim. W 2001 liczyła 1148 mieszkańców, spośród których 1113 wskazało jako ojczysty język ukraiński, 29 rosyjski, 5 białoruski, a 1 ormiański.